# بانوی شالوت

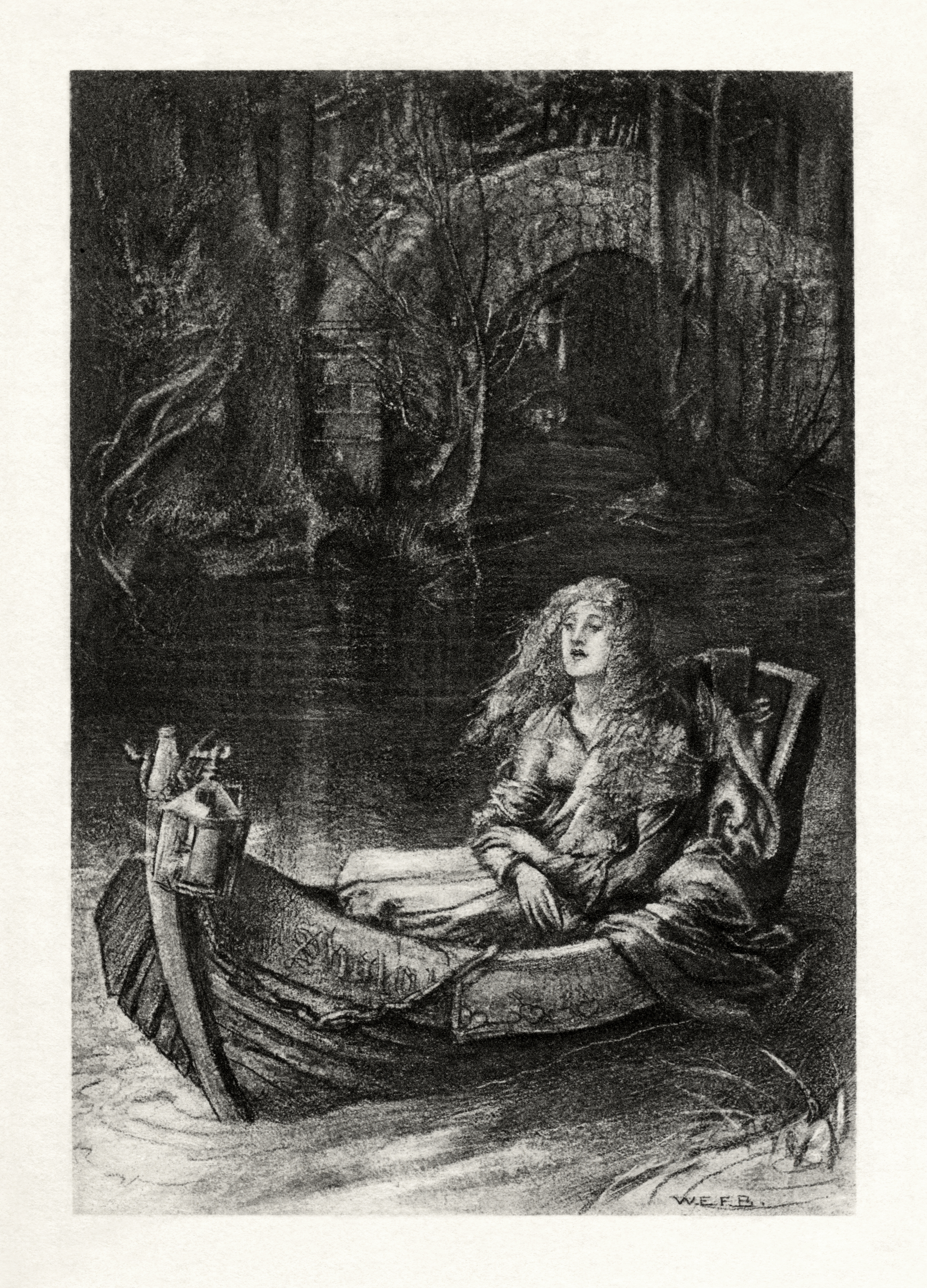
بانوی شلوت از ویلیام ادوارد فرانک بریتن

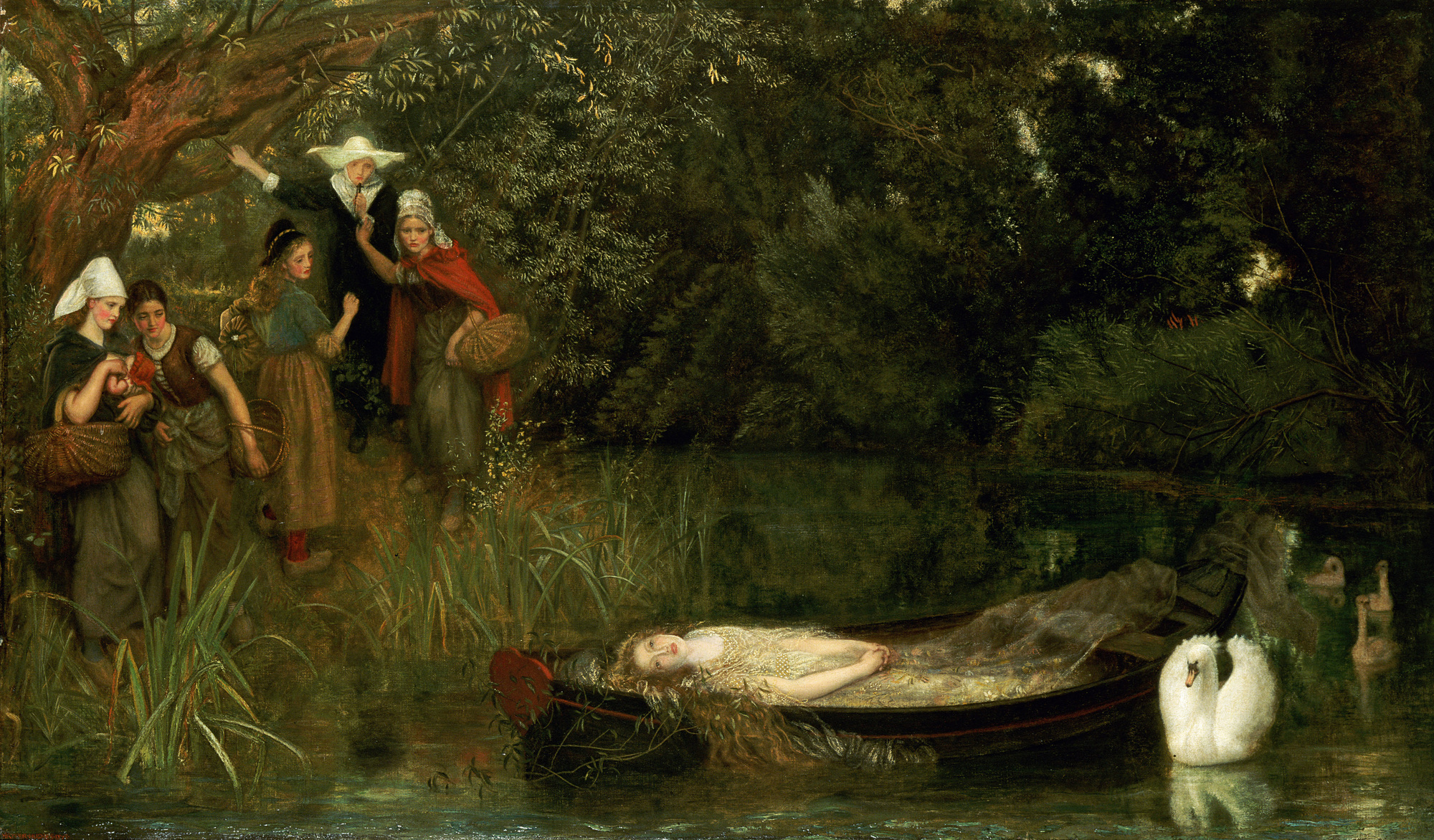
بانوی شالوت از آرتور هیوز

بانوی شالوت (به انگلیسی: The Lady of Shalott) نام شعری رمانتیک از آلفرد تنی‌سون
(۱۸۰۹-۱۸۹۲) است. این شعر الهام‌گرفته از داستانی از مجموعهٔ بزرگ افسانه‌های شاه آرتور است که دورهٔ قرون وسطی (قرن ششم تا قرن شانزدهم) در میان مردم نقل می‌شد.

## خلاصهٔ داستان
این شعر طولانی که از افسانهٔ اِلنِ آستلات (قرن سیزدهم) الهام گرفته‌است، داستان بانوی جوانی است که در قلعه‌ای در جزیرهٔ شالوت در نزدیکی شهر کاملوت(مرکز حکومت شاه آرتور) زندگی می‌کند.

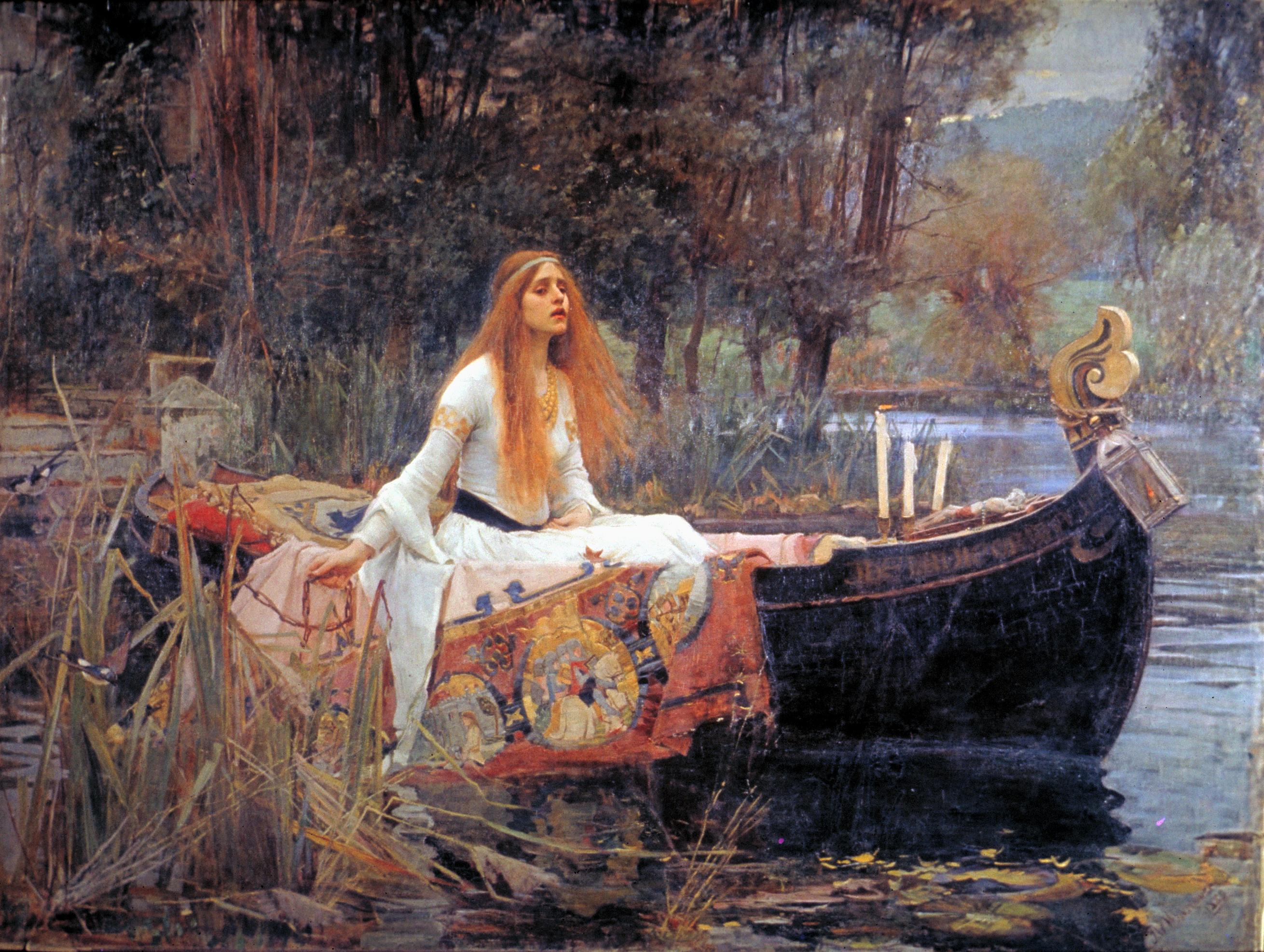
بانوی شالوت از جان ویلیام واترهاوس

این بانو طلسم شده‌است، به‌طوری که نمی‌تواند دنیای بیرون را به‌طور مستقیم نگاه کند. او هر روز از طریق آینه‌ای که در مقابل پنجره‌ای در بالای برج قرار دارد به دنیای بیرون می‌نگرد و آنچه را که می‌بیند بر روی قالیچه‌ای می‌بافد. در یک روز پاییزی، او تصویر شوالیه لانسلو را در آینه می‌بیند و چنان جذب او می‌شود که با وجود آگاهی از طلسم، از پنجره به‌طور مستقیم به او نگاه می‌کند. آنگاه است که آینه می‌شکند، باد قالیچه را به هوا بلند می‌کند و بانوی شالوت شدت و نیروی طلسم را احساس می‌کند. او در طوفانی شدید قلعه‌اش را ترک می‌کند، قایقی را می‌یابد و نامش را بر روی آن حک می‌کند، بر آن می‌نشیند و سرود مرگش را زمزمه می‌کند. چندی بعد مردم کاملوت جنازهٔ او را در قایق می‌یابند و هنگامی که از هویت او آگاه می‌شوند اظهار تأسف می‌کنند. در همین حین لانسلو به قایق نزدیک می‌شود، او به می‌نگرد، اظهار می‌دارد که او صورت زیبایی داشت و برای او از خدا آمرزش می‌خواهد.